# Angel Haze
Raeen Roes Wilson (Detroit, Michigan, 10 de julio de 1992), cuyo nombre artístico es Angel Haze es una cantante, música, activista feminista y empresaria estadounidense. En 2012, lanzó su EP "Reservation" de forma gratuita en línea, y poco después firmó un contrato discográfico con Universal Republic Records, y se cambió más tarde a Republic Records. El 31 de diciembre de 2013, sacó su álbum debut Dirty Gold que dio lugar a singles como "Echelon (It's My Way)" y "Battle Cry". Haze ha publicado varias mixtapes, incluyendo la más reciente, Back to the Woods (2015).

## Primeros años
Raeen Roes Wilson nació el 10 de julio de 1992, en Detroit, Michigan, en una familia de militares. Tiene ascendencia afroamericana e indígena, y es autodidacta de Tsalagi, la lengua hablada por la tribu Cherokee.
Haze se crio en la secta "Gran Fe Apostólica". En una entrevista con el diario estadounidense The Guardian, Angel declaró que: "(...) todos vivían en la misma comunidad, a unos 10 minutos de diferencia. No se permitía hablar con nadie fuera de eso, no se permitía llevar joyas, escuchar música, comer ciertas cosas, salir con gente... no se podía hacer casi ninguna cosa". Sin embargo, después de que un pastor amenazara a su madre, su familia salió de la iglesia y se mudó a Brooklyn, Nueva York, cuando tenía 16 años de edad. Pronto comenzó a adentrarse en el mundo de la música secular.

## Carrera musical
Angel Haze lanzó su EP reserva de forma gratuita en línea en julio de 2012. Gozó de un gran éxito de crítica, recibiendo una puntuación de 88/100 en Metacritic. En el mismo año, participó en el BET Hip Hop Awards Cypher. También lanzó el mixtape Classick y apareció en una versión remezclada de "No se puede confiar en Em" en la mixtape Conversaciones gratuito Smokeout de Dizzy Wright's. Se anunció que Universal Republic Records iba a extinguirse, por lo que los artistas incluidos Haze de moverse de su lista a la República revivido registros. [10] El 9 de diciembre, apareció entre los nominados para la encuesta de el sonido de 2013.
El 3 de enero de 2013, publicó un Diss dirigida a la rapera Azealia Banks, titulado "On the Edge". Haze también lanzó otro Diss hacia Banks el 4 de enero, titulado "Cierre la cogida ". Haze dijo más tarde en una entrevista en la radio BBC que ya no tiene ningún problema con Azelia Banks, y admitió que se arrepiente de la forma en que los dos manejaron la disputa públicamente. El 27 de marzo, se anunció que Ángel Haze se apareció en la portada de la cobertura anual "Freshman Class" de XXL Magazine. El 16 de mayo, la cantante británica Natalia Kills anunció que estaba colaborando con Ángel Haze en el estudio para su segundo álbum, Trouble. A principios de 2014, fue lanzado un remix del sencillo Problema 'Muertes por Willy Luna que cuenta con nuevas voces de Angel Haze. En mayo de 2013, Haze y la rapera australiana Iggy Azalea debutaron con un cover de la canción "Otis" (2011) de Kanye West y Jay-Z en una actuación en Londres. En el mismo evento, Haze dio un rendimiento de un sencillo de su próximo álbum debut Dirty Gold, titulado "No Good."
El 28 de agosto, lanzó su primer sencillo de su álbum debut, "Echelon (It's My Way)." El 18 de diciembre, Haze filtró su propio álbum, Dirty Gold, en su totalidad a raíz de una disputa con su sello discográfico. Haze escribió una serie de tuits que expresaban su indignación. Fue programado para salir al público en marzo de 2014, como su primer álbum de estudio. Dirty Gold fue finalmente lanzado el 30 de diciembre, recibiendo críticas positivas, pero las ventas fueron débiles, siendo estas de 857 copias en su primera semana en el Reino Unido, y menos de 1.000 copias en el mismo período en los Estados Unidos.
En junio de 2014, grabó el tema musical de la película 22 Jump Street junto al rapero Ludacris.
El 2 de febrero de 2015, Haze lanzó dos canciones "CANDLXS" y "GXMES", ambas de un EP que al final no vio la luz.

## Vida personal
Haze es pansexual y agénero. Usa cualquier pronombre. En una entrevista a The Guardian, Haze declaró que «el amor no tiene límites, si me puedes hacer sentir, si puedes hacerme reír -y eso es difícil- entonces puedo estar contigo y no me importa si tienes una vagina o si eres hermafrodita o lo que sea».

## Discografía
- New York (2012)
- Dirty Gold (2013)
- Back To The Woods (2015)

## Filmografía

### Televisión
| Año  | Filme                | Rol               | Notas                |
| ---- | -------------------- | ----------------- | -------------------- |
| 2015 | Catfish: The TV Show | Herself (Co-host) | Season 4 - Episode 3 |

## Premios y nominaciones
| Año  | Organización           | Galardón                         | Obra            | Resultado |
| ---- | ---------------------- | -------------------------------- | --------------- | --------- |
| 2012 | MTV                    | Brand New For 2013               | Themself        |           |
| 2012 | BBC                    | Sound of 2013                    | Themself        | Third     |
| 2012 | NME                    | 50 Best Tracks of 2012           | "New York"      | #29       |
| 2012 | Pitchfork Media        | 100 Best Tracks of 2012          | "Werkin' Girls" | #75       |
| 2013 | Popdust                | Next Pop Superstar of 2013       | Themself        | nominada  |
| 2013 | O Music Awards         | Best Web-Born Artist             | Themself        | nominada  |
| 2014 | BET Awards             | Best Female Hip Hop Artist       | Themself        | nominada  |
| 2014 | MTV Video Music Awards | Best Video with a Social Message | "Battle Cry"    | nominada  |